# Pontestura
Pontestura (tiếng Piedmonte Pont da Stura) là một đô thị có dân số 1.539 người ở tỉnh Alessandria trong vùng Piedmont của Ý. Đô thị này nằm ở hữu ngạn của sông Po, khoảng 50 km về phía đông của Torino và khoảng 10 km về phía tây của Casale Monferrato. Pontestura giáp các đô thị: Camino, Casale Monferrato, Cereseto, Coniolo, Morano sul Po, Ozzano Monferrato, Serralunga di Crea, và Solonghello.
John IV, Hầu tước của Montferrat từ năm 1445 đến năm 1464, sinh ra tại lâu đài ở Pontestura năm 1413.